# Campeonato Mundial de Halterofilia de 1995
El LXVII Campeonato Mundial de Halterofilia se celebró en Cantón (China) entre el 16 y el 26 de noviembre de 1995 bajo la organización de la Federación Internacional de Halterofilia (IWF) y la Asociación China de Halterofilia.
En el evento participaron 438 halterófilos (345 hombres y 93 mujeres) de 63 federaciones nacionales afiliadas a la IWF.

## Medallistas

### Masculino
| Evento  | Oro                                  | Plata                               | Bronce                               |
| ------- | ------------------------------------ | ----------------------------------- | ------------------------------------ |
| 54 kg   | Zhang Xiangsen China 285,0           | Halil Mutlu Turquía 285,0           | Lan Shizhang China 272,5             |
| 59 kg   | Leonidas Sabanis · Grecia · 302,5    | Chun Byung-Kwan Corea del Sur 300,0 | Nikolai Peshalov Bulgaria 295,0      |
| 64 kg   | Naim Süleymanoğlu Turquía 327,5      | Valerios Leonidis · Grecia · 327,5  | Peng Song China 315,0                |
| 70 kg   | Zhan Xugang China 347,5              | Fedail Güler Turquía 345,0          | Ergün Batmaz Turquía 340,0           |
| 76 kg   | Pablo Lara Rodríguez · Cuba · 367,5  | Yoto Yotov Bulgaria 365,0           | Víktor Mitru · Grecia · 357,5        |
| 83 kg   | Pyrros Dimas · Grecia · 385,0        | Marc Huster · Alemania · 385,0      | Vadim Vacarciuc Moldavia 375,0       |
| 91 kg   | Igor Alexeyev · Rusia · 390,0        | Alexandr Karapetian Armenia 382,5   | Andrei Makarov · Kazajistán · 380,0  |
| 99 kg   | Akakios Kakiasvilis · Grecia · 410,0 | Serguei Syrtsov · Rusia · 410,0     | Anatoli Jrapaty · Kazajistán · 400,0 |
| 108 kg  | Ihor Razoronov · Ucrania · 417,5     | Cui Wenhua China 407,5              | Serguei Flerko · Rusia · 405,0       |
| +108 kg | Andrei Chemerkin · Rusia · 442,5     | Ronny Weller · Alemania · 440,0     | Stefan Botev Australia 435,0         |

1. 1 2 3  Arrancada (kg) + dos tiempos (kg) = total olímpico (kg).

### Femenino
| Evento | Oro                              | Plata                                   | Bronce                                |
| ------ | -------------------------------- | --------------------------------------- | ------------------------------------- |
| 46 kg  | Guan Hong China 180,0            | Kunjarani Devi India 175,0              | Tsai Huey-Woan China Taipéi 165,0     |
| 50 kg  | Liu Xiuhua China 187,5           | Chu Nan-Mei China Taipéi 177,5          | Izabela Rifatova Bulgaria 172,5       |
| 54 kg  | Karnam Malleswari India 202,5    | Zhang Xixiang China 195,0               | Kuo Ping-Chun China Taipéi 185,0      |
| 59 kg  | Chen Xiaomin China 215,0         | Neelam Laxmi India 202,5                | Wu Mei-Yi China Taipéi 195,0          |
| 64 kg  | Chen Jui-Lien China Taipéi 212,5 | Guergana Kirilova Bulgaria 205,0        | María Jristoforidu · Grecia · 200,0   |
| 70 kg  | Tang Weifang China 225,0         | Li Hongyun China 217,5                  | Milena Trendafilova Bulgaria 215,0    |
| 76 kg  | Li Yan China 227,5               | Zhang Xiaoli China 225,0                | Mária Takács · Hungría · 220,0        |
| 83 kg  | Chen Shu-Chih China Taipéi 240,0 | María Isabel Urrutia · Colombia · 237,5 | Panayota Antonopulu · Grecia · 225,0  |
| +83 kg | Erika Takács · Hungría · 232,5   | Chen Hsiao-Lien China Taipéi 230,0      | Karoliina Lundahl · Finlandia · 227,5 |

1. 1 2 3  Arrancada (kg) + dos tiempos (kg) = total olímpico (kg).

## Medallero
| Núm. | País          | Oro | Plata | Bronce | Total |
| ---- | ------------- | --- | ----- | ------ | ----- |
| 1    | China         | 7   | 4     | 2      | 13    |
| 2    | Grecia        | 3   | 1     | 3      | 7     |
| 3    | China Taipéi  | 2   | 2     | 3      | 7     |
| 4    | Rusia         | 2   | 1     | 1      | 4     |
| 5    | Turquía       | 1   | 2     | 1      | 4     |
| 6    | India         | 1   | 2     | 0      | 3     |
| 7    | Hungría       | 1   | 0     | 1      | 2     |
| 8    | Cuba          | 1   | 0     | 0      | 1     |
| 8    | Ucrania       | 1   | 0     | 0      | 1     |
| 10   | Bulgaria      | 0   | 2     | 3      | 5     |
| 11   | Alemania      | 0   | 2     | 0      | 2     |
| 12   | Armenia       | 0   | 1     | 0      | 1     |
| 13   | Colombia      | 0   | 1     | 0      | 1     |
| 14   | Corea del Sur | 0   | 1     | 0      | 1     |
| 15   | Kazajistán    | 0   | 0     | 2      | 2     |
| 16   | Australia     | 0   | 0     | 1      | 1     |
| 16   | Finlandia     | 0   | 0     | 1      | 1     |
| 16   | Moldavia      | 0   | 0     | 1      | 1     |
|      | TOTAL         | 19  | 19    | 19     | 57    |